# 박진영 (의사)
박진영(朴鎭永, 1962년 2월 23일 ~ )은 대한민국의 의사, 교수이다. 전 단국대학교 의과대학 부교수이고,  건국대학교 정형외과 교수를 거쳐 현재는 서울시 강남구청역에서 개업의를 하고 있다.

## 학령사항
- 서울대학교대학원 의학 박사
- 서울대학교대학원 의학 석사
- 서울대학교대학원 의학 박사

## 수상 경력
- 대한스포츠의학회 제마스포츠의학상
- 대한골관절학회 학술상
- 대한견주관절학회 학술상

## 대표경력
- 단국대학교 의과대학 부교수
- 아시아견주관절학회 준비위원회 학술위원장
- 대한견주관절학회 총무
- 대한올림픽위원회 의무위원
- 대한스포츠학회 이사
- 베이징올림픽선수단 수석 팀 닥터
- 건국대학교병원 정형외과 교수